# Jecheon
Jecheon (kor. 제천시) – miasto w prowincji Chungcheong Północny w Korei Południowej. Miasto jest ważnym węzłem kolejowym, obsługiwanym przez linie Jungang i Taebaek.